# Margot Vanpachtenbeke
Margot Vanpachtenbeke (Lauwe, 2 februari 1999) is een Belgisch wielrenster en crossduatleet, die vanaf 2023 rijdt voor VolkerWessels. In 2022 was ze Belgisch kampioene crossduatlon en behaalde ze brons op het BK wielrennen voor rensters zonder contract.

## Levensloop
In 2021 begon Vanpachtenbeke met fietsen via initiatieven van Cycling Vlaanderen en Belgian Cycling, na eerder redster te zijn aan de Belgische kust. Ze sloot zich samen met haar zus aan bij het project Kopvrouwen, waarmee ze twee overwinningen wist te behalen, in Zolder en op de Kemmelberg. Op dat moment was ze ook actief als crossduatleet, in het seizoen 2021-22 wist ze de eindoverwinning in de Cross Duatlon Series te behalen en in 2022 was ze Belgisch kampioene in de crossduatlon.
In 2022 sloot ze zich aan bij de Belgische amateurploeg KDM-Pack Cycling Team, waarmee ze enkele UCI-koersen kon rijden. Dat jaar won ze het sprintklassement in het Vermarc Cycling Project voor onder andere Ellen Van Loy, en behaalde ze ereplaatsen in onder meer Dwars door het Hageland (zesde) en het Belgisch kampioenschap (veertiende). Op dat BK werd ze derde bij de elite zonder contract na Fauve Bastiaenssen en Dina Scavone. Ze behaalde bovendien de eindoverwinning in de Women Cycling Series, een serie van acht interclubwedstrijden in België en Nederland. Dat jaar behaalde ze ook haar diploma kinesitherapie. Haar resultaten in 2022 overtuigden de Nederlandse profploeg Parkhotel Valkenburg om haar een contract aan te bieden. In 2023 reed Vanpachtenbeke enkele Vlaamse voorjaarsklassiekers, waaronder de Ronde van Vlaanderen, Gent-Wevelgem en de Brabantse Pijl. In die laatste wedstrijd werd ze zevende en finishte ze met de kopgroep met daarin onder andere Silvia Persico en Demi Vollering.
Vanpachtenbeke nam namens België deel aan de Olympische Zomerspelen 2024 in Parijs; in de wegwedstrijd werd ze 43e.
Naast wielerprof werkt ze ook als kinesitherapeute in het Algemeen Ziekenhuis Delta in Menen.

## Palmares
2022
Sprintklassement Vermarc Cycling Project
2024
1e etappe Ronde van Thüringen
2e etappe Ronde van Toscane
Eindklassement Ronde van Toscane

### Uitslagen in voornaamste wedstrijden
| Jaar | Ronde van Italië | Ronde van Frankrijk | Ronde van Spanje |
| ---- | ---------------- | ------------------- | ---------------- |
| 2022 |                  |                     |                  |
| 2023 |                  |                     |                  |
| 2024 |                  |                     |                  |
| 2025 |                  | 29e                 |                  |

| Jaar | Milaan-San Remo | Gent-Wevelgem | Ronde van Vlaanderen | Amstel Gold Race | Luik-Bast.‑Luik | Brabantse Pijl | Dwars door het Hageland | Binche-Chimay-Binche |  | WK op de weg |
| ---- | --------------- | ------------- | -------------------- | ---------------- | --------------- | -------------- | ----------------------- | -------------------- |  | ------------ |
| 2022 |                 |               |                      |                  |                 |                | 6e                      | 29e                  |  |              |
| 2023 |                 | 49e           | 49e                  | opgave           |                 | 7e             |                         |                      |  |              |
| 2024 |                 | 11e           | 66e                  |                  | 59e             | 10e            |                         | 9e                   |  | 80e          |
| 2025 | 19e             | 24e           | 59e                  | 53e              |                 |                |                         |                      |  |              |

### Resultaten in overige rondes
| Jaar | Wielerweek van Valencia | Ronde van Normandië | RideLondon Classique | Ronde van Groot-Brittannië | Ronde van Zwitserland | Ronde van Thüringen |
| ---- | ----------------------- | ------------------- | -------------------- | -------------------------- | --------------------- | ------------------- |
| 2023 |                         | 24e                 |                      |                            |                       | 34e                 |
| 2024 | 72e                     | 20e                 | 13e                  | 25e                        | 49e                   | (1)                 |

## Ploegen
- 2022 –  KDM-Pack Cycling Team
- 2023 –  Parkhotel Valkenburg
- 2024 –  VolkerWessels
- 2025 –  VolkerWessels

Van Bokhoven · Frain · Gerritse · Van Haaften · Van Helvoirt · Knijnenburg (vanaf 1/8) · Limpens · Molenaar · Nooijen · Poland · A. van Rooijen · S. van Rooijen · Schoens · Souren · Vanhove · Vanpachtenbeke · Van der Wolf (tot 17/5)
Beuling · Van Bokhoven · Demey · Dijkstra · Van Helvoirt · Jansen · Knijnenburg · Meert · Molenaar · Poland · A. van Rooijen · S. van Rooijen · Schoens · Souren · Stultiens · Vanhove · Vanpachtenbeke · Wisse (stagiair)
Beuling · Boogaard · Demey · Dijkstra · van Helvoirt · Jansen · Knijnenburg · Meert · Molenaar · Poland · Rijnbeek · van Rooijen · Schoens · Souren · Stultiens · Uneken · Vanpachtenbeke · Vollering · Wisse